# Aeropuerto de Tatakoto
El aeródromo de Tatakoto (código AITA : TKV • código OACI : NTGO) se encuentra en el atolón de Tatakoto en el archipiélago de las Tuamotu en Polinesia Francesa.

## Historia
La pista fue inaugurada en 1979.

## Aerolíneas
Air Tahiti es la única compañía regular con vuelos a Tatakoto

## Estadísticas
Ver fuente y consulta Wikidata.
| Año  | Pasajeros |
| ---- | --------- |
| 2009 | 2 963     |
| 2010 | 3 328     |
| 2011 | 2 339     |
| 2012 | 1 986     |
| 2013 | 1 826     |
| 2014 | 1 859     |
| 2015 | 1 975     |